# موج ۹۸
موج ۹۸ یک فیلم کوتاه پویانمایی ست به نویسندگی و کارگردانی الی داغر، فیلمساز لبنانی. این فیلم برنده نخل طلای فیلم کوتاه در جشنواره کن ۲۰۱۵ شد.

## خلاصه داستان
موج ۹۸ داستان عمر، پسری دبیرستانی‌ست که در اواخر دهه ۱۹۹۰ در حومه شمالی بیروت زندگی می‌کند. عمر از زندگی در حومه سرخورده است و وسوسه می‌شود تا به اعماق شهر بیروت نفوذ کند. غرق شدن در دنیایی که تا این اندازه به او نزدیک و در عین حال از زندگی واقعی او بسیار دور است سبب می‌شود دلبستگی به زادگاهش رنگ ببازد و دربارهٔ مفهوم «خانه» تردید کند.
این فیلم دربارهٔ رابطهٔ عشق و نفرت داغر با زادگاهش، بیروت، است. او که متولد بیروت است و بیشتر عمر خود را [تا زمان ساخت فیلم] در بیروت سپری کرده، مانند قهرمان فیلم، در سال ۱۹۹۸ بیروت را کشف می‌کند، شهری که پس از پایان جنگ داخلی لبنان، سرشار از خوش‌بینی و مثبت‌گرایی‌ست. نیمهٔ دوم فیلم، و بدبینی حاکم بر آن، متأثر از مشکلات اقتصادی و اجتماعی فراوانی‌ست که داغر و قهرمان فیلم به تدریج کشف می‌کنند.

## جوایز و افتخارها
موج ۹۸ اولین فیلم لبنانی‌ست که از سال ۱۹۸۲ تاکنون در بخش رقابتی جشنواره کن پذیرفته شده. پیش از آن، بیرون از زندگی ساخته مارون بغدادی برنده جایزه هیئت داوران جشنواره کن ۱۹۸۲ شده بود. این فیلم در مراسم اختتامیهٔ جشنوارهٔ کن که در تاریخ ۲۴ مه ۲۰۱۵ برگزار شد نخل طلای فیلم کوتاه را از عبدالرحمن سیساکو دریافت کرد.
موج ۹۸ در بخش رقابتی جشنواره فیلم ساندنس ، تورنتو، دوبی نیز نامزد دریافت جایزه بوده است. 